# آلیس البینیا
آلیس البینیا (انگلیسی: Alice Albinia؛ زادهٔ ۱۹۷۶ در لندن) یک روزنامه‌نگار، و نویسنده اهل انگلستان است.